# Gausfredo III

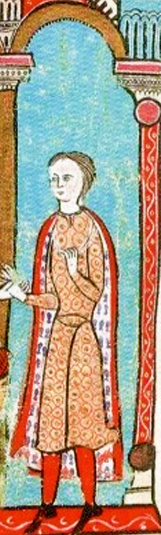
Gausfredo III

Gausfredo III de Rosellón (?-1164), conde de Rosellón (1113-1164). 
Hijo de Gerardo I y heredero del condado de Rosellón a la muerte de este. 
Mantuvo disputas con sus vecinos, los Trencavel, vizcondes de Béziers. Por otra parte seguirá la coordialidad con el condado de Ampurias, iniciada por su abuelo Guislaberto II, con la firma los años 1121 y 1155 de convenios en los cuales se reconocían los derechos mutuos. 
Se casó con Ermengarda de Beziers, hija de Bernardo Ató, vizconde de Beziers y Albi. De esta unión nació Gerardo II de Rosellón, último conde privativo de Rosellón. 